# Gouvernement Bennett-Lapid
État d'Israël
Netanyahou V Netanyahou VI
Le 36e gouvernement de l'État d'Israël, ou gouvernement Bennett-Lapid, est un gouvernement israélien (he) formé à l'issue des élections législatives du 23 mars 2021, sous la 24e législature de la Knesset.

## Historique du mandat
Ce gouvernement est dirigé successivement par le Premier ministre national-conservateur Naftali Bennett, ancien ministre de la Défense, puis par le centriste Yaïr Lapid, ancien ministre des Finances. Il est constitué et soutenu par une coalition entre Yesh Atid, Bleu et blanc, le Parti travailliste (HaAvoda), Israel Beytenou, Yamina, Nouvel Espoir, le Meretz et la Liste arabe unie (Ra'am). Ensemble, ils disposent de 61 députés sur 120, soit 50,8 % des sièges de la Knesset.
Il est formé à la suite des élections législatives anticipées du 23 mars 2021. Il succède au cinquième gouvernement de Benyamin Netanyahou, formé autour du parti de droite Likoud.

### Formation
À la suite du scrutin du 23 mars, le président de l'État Reuven Rivlin consulte les différents partis représentés à la Knesset. Il confie le 7 avril à Benyamin Netanyahou la tâche de dégager une majorité, tout en estimant publiquement que personne « n’a [de] chance réaliste de former un gouvernement ». Le Premier ministre bénéficiait en effet de 52 parrainages de députés, contre 45 pour Yaïr Lapid. Il doit cependant retourner son mandat au chef de l'État sur un constat d'échec le 4 mai, puisque après 28 jours de négociations, il n'est effectivement pas parvenu à rallier les soutiens de ses anciens ministres Naftali Bennett et Gideon Sa'ar, dont les suffrages sont nécessaires pour bénéficier de l'appui d'une majorité parlementaire.
Le « bloc de droite » qui soutient Benyamin Netanyahou recommande alors au président Rivlin de ne pas désigner de nouveau mandataire et de renvoyer la formation du futur exécutif à la Knesset, puisque n'importe quel député peut mener des tractations en vue de réunir 61 voix, ce qui garantirait une nouvelle chance au Premier ministre sortant de se maintenir au pouvoir. Le président de l'État choisit cependant de confier la tâche à Yaïr Lapid, qui dispose désormais d'une cinquantaine de parrainages de parlementaires.
Le 30 mai, Naftali Bennett annonce qu'il se rallie à Yaïr Lapid pour mettre en place un « gouvernement d'union » dont il affirme qu'il sera « plus à droite » que le précédent. Deux jours plus tard, Yaïr Lapid accélère les négociations et réunit le parti Ra'am, les principaux dirigeants de la gauche, du centre et d'une partie de la droite, dont Yamina, la coalition de Naftali Bennett. À la suite de cette réunion, un document montre qu'il ne manque plus que trois signatures pour que la coalition aboutisse, notamment celle de Yamina, du Nouvel Espoir et du Ra'am. 
À quelques heures de la clôture automatique de son mandat de formation le 2 juin, Yaïr Lapid fait savoir au chef de l'État qu'il est parvenu à rassembler une coalition disposant de la majorité absolue des sièges à la Knesset. Ce pacte prévoit une rotation au poste de Premier ministre, Naftali Bennett l'occupant pendant deux ans avant de céder le pouvoir à Yaïr Lapid.
Le président de la Knesset, Yariv Levin, est alors accusé de vouloir retarder le vote et l'annonce de la formation du nouvel exécutif. Le 4 juin, celui-ci déclare qu'il annoncera trois jours plus tard que Yaïr Lapid est en mesure de former un gouvernement,. 
Les accords de coalition entre Yesh Atid et tous les autres partis de la nouvelle coalition sont signés le 11 juin et établissent la répartition des portefeuilles ministériels. Ainsi, Yaïr Lapid sera ministre des Affaires étrangères pendant les deux premières années de la législature, le ministre de la Défense sortant Benny Gantz est reconduit, le dissident du Likoud Gideon Sa'ar devient ministre de la Justice, le dirigeant d'Israel Beytenou Avigdor Lieberman prend la direction du ministère des Finances et un poste de ministre délégué au cabinet du Premier ministre est confié au parti islamiste Ra'am.

### Évolution
En avril 2022, à la suite de la défection d'Idit Silman, députée de Yamina, le gouvernement ne dispose plus de la majorité absolue et doit se contenter d'autant de voix que l'opposition. Le gouvernement devient minoritaire le 19 mai suivant, à la suite de la démission de la députée du Meretz Jida Rinawie Zoabi, qui revient sur sa décision après trois jours. Le député de Yamina Nir Orbach démissionnant à son tour le 13 juin, il rend le gouvernement à nouveau minoritaire.
Alors que le Likoud prévoit de déposer une proposition de loi pour la dissolution de la Knesset le 22 juin, Naftali Bennett et Yaïr Lapid conviennent le 20 juin de dissoudre le Parlement et d'organiser des élections anticipées en octobre 2022, deux semaines après avoir échoué à faire proroger la loi accordant aux habitants des colonies les mêmes droits que les citoyens vivant sur le territoire d'Israël.
Après l'adoption du projet de loi le 30 juin, et conformément aux dispositions de l'accord de coalition, Yaïr Lapid prend la succession de Naftali Bennett à la direction du gouvernement, à minuit le jour même. À la suite de cette prise de fonction, l'exécutif envisage un remaniement, conforme à ce qui était initialement programmé pour 2023 et la rotation entre Bennett et Lapid, à savoir la nomination de Gideon Sa'ar au ministère des Affaires étrangères et son remplacement par Ayelet Shaked comme ministre de la Justice, ce qui n’aboutira finalement pas.

### Succession
Le 13 novembre 2022, Netanyahou est officiellement désigné pour former un gouvernement par le président Isaac Herzog.
À quelques minutes de la fin du délai, il annonce avoir constitué une coalition. Le 29 décembre, le nouveau gouvernement de Benyamin Netanyahou est investi par la Knesset, obtenant l'approbation de 63 députés,. Ce gouvernement est considéré comme le plus à droite de l'histoire du pays, intégrant des partis d'extrême droite et les ultraorthodoxes, tandis que seulement cinq femmes siègent dans ce gouvernement.

## Composition
| Image | Portefeuille | Nom | Nom                                          | Parti           |
| ----- | --- | --- | -------------------------------------------- | --------------- |
|       | Premier ministre (jusqu'au 30/06/2022) Ministre des Affaires communautaires Premier ministre alternant (à partir du 01/07/2022)                           |     | Naftali Bennett                              | Yamina          |
|       | Premier ministre alternant (jusqu'au 01/07/2022) Ministre des Affaires étrangères Premier ministre (à partir du 01/07/2022)                               |     | Yaïr Lapid                                   | Yesh Atid       |
|       | Vice-Premier ministre Ministre de la Défense |     | Benny Gantz                                  | Bleu et blanc   |
|       | Vice-Premier ministre (jusqu'au 09/07/2021) Ministre de la Justice                                                                                        |     | Gideon Sa'ar                                 | Nouvel Espoir   |
|       | Ministre de l'Agriculture et du Développement rural Ministre du Développement de la périphérie, du Néguev et de la Galilée                                |     | Oded Forer                                   | Israel Beytenou |
|       | Ministre de l'Immigration et de l'Intégration |     | Pnina Tamano-Shata                           | Bleu et blanc   |
|       | Ministre des Communications |     | Yoaz Hendel (en)                             | Nouvel Espoir   |
|       | Ministre de la Construction et du Logement Ministre des Affaires de Jérusalem et du Patrimoine Ministre des Relations entre le gouvernement et la Knesset |     | Ze'ev Elkin                                  | Nouvel Espoir   |
|       | Ministre de la Culture et des Sports |     | Hili Tropper                                 | Bleu et blanc   |
|       | Ministre des Affaires de la Diaspora |     | Nachman Shai (en)                            | Travailliste    |
|       | Ministre de l'Économie |     | Orna Barbivai                                | Yesh Atid       |
|       | Ministre de l'Éducation |     | Yifat Shasha-Biton                           | Nouvel Espoir   |
|       | Ministre de la Protection de l'environnement |     | Tamar Zandberg                               | Meretz          |
|       | Ministre des Finances |     | Avigdor Lieberman                            | Israel Beytenou |
|       | Ministre auprès du ministre des Finances |     | Hamad Amar                                   | Israel Beytenou |
|       | Ministre de la Santé |     | Nitzan Horowitz                              | Meretz          |
|       | Ministre du Renseignement |     | Elazar Stern (en)                            | Yesh Atid       |
|       | Ministre de l'Intérieur |     | Ayelet Shaked                                | Yamina          |
|       | Ministre du Travail et de la Protection sociale Ministre de la Protection sociale (19/07/2021)                                                            |     | Meir Cohen                                   | Yesh Atid       |
|       | Ministre des Infrastructures nationales, de l'Énergie et de l'Eau                                                                                         |     | Karin Elharar                                | Yesh Atid       |
|       | Ministre de la Sécurité intérieure |     | Omer Bar-Lev                                 | Travailliste    |
|       | Ministre de la Coopération régionale |     | Issawi Frej                                  | Meretz          |
|       | Ministre des Affaires religieuses Vice-ministre des Affaires religieuses (16/05/2022)                                                                     |     | Matan Kahana (en)                            | Yamina          |
|       | Ministre de la Science et de la Technologie |     | Orit Farkash-Hacohen (en)                    | Bleu et blanc   |
|       | Ministre des Affaires des Implantations |     | Nir Orbach                                   | Yamina          |
|       | Ministre de l'Égalité sociale |     | Meirav Cohen                                 | Yesh Atid       |
|       | Ministre du Tourisme |     | Yoel Razvozov                                | Yesh Atid       |
|       | Ministre des Transports |     | Merav Michaeli                               | Travailliste    |
|       | Ministre du cabinet du Premier ministre |     | Eli Avidar (du 03/08/2021 au 24/02/2022)     | Israel Beytenou |
|       | Ministre délégué au cabinet du Premier ministre chargé des Affaires arabes                                                                                |     | Mansour Abbas                                | Ra'am           |
|       | Ministre délégué au cabinet du Premier ministre chargé des Réformes économiques                                                                           |     | Abir Kara (en)                               | Yamina          |
|       | Ministre délégué à la Défense |     | Alon Schuster (en)                           | Bleu et blanc   |
|       | Ministre délégué à la Sécurité intérieure |     | Yoav Segalovich                              | Yesh Atid       |
|       | Ministre délégué aux Affaires étrangères |     | Idan Roll                                    | Yesh Atid       |
|       | Ministre délégué à l'Économie et l'Industrie |     | Yaïr Golan                                   | Meretz          |
|       | Ministre délégué à l'Éducation |     | Meir Yitzhak Halevi (à partir du 13/12/2021) | Nouvel Espoir   |